# Seohyun
Seo Ju-hyun (hangul: 서주현), mer känd under artistnamnet Seohyun (hangul: 서현), född 28 juni 1991 i Seoul, är en sydkoreansk sångerska och skådespelare.
Hon har varit medlem i den sydkoreanska tjejgruppen Girls' Generation sedan gruppen debuterade 2007, samt i undergruppen TaeTiSeo sedan 2012. Seohyun släppte sitt solo-debutalbum Don't Say No den 17 januari 2017. Seohyun har som skådespelare medverkat i ett flertal TV-draman.

## Diskografi

### Album
| Albuminformation                                  | Topplacering          | Topplacering   |
| Albuminformation                                  | Sydkorea (Gaon Chart) | Japan (Oricon) |
| ------------------------------------------------- | --------------------- | -------------- |
| Don't Say No (EP-skiva) - Släppt: 17 januari 2017 | 1                     | 72             |

### Singlar
| År        | Titel                                      | Topplacering          | Topplacering   |
| År        | Titel                                      | Sydkorea (Gaon Chart) | Japan (Oricon) |
| Solo      | Solo                                       | Solo                  | Solo           |
| --------- | ------------------------------------------ | --------------------- | -------------- |
| 2017      | "Don't Say No"                             | 1                     | —              |
| Samarbete |                                            |                       |                |
| 2008      | "It's Fantastic!" (med Jessica & Tiffany)  | —                     | —              |
| 2009      | "Jjarajajja" (med Joo Hyun-mi ft. Davichi) | —                     | —              |
| 2011      | "Dreams Come True" (med Donghae)           | —                     | —              |
| 2012      | "Don't Say No" (med Yoon Gun)              | 1                     | —              |
| 2016      | "Secret" (med Yuri) SM Station             | 1                     | —              |

### Soundtrack
| År   | Titel                        | Topplacering          | Film/Serie               |
| År   | Titel                        | Sydkorea (Gaon Chart) | Film/Serie               |
| ---- | ---------------------------- | --------------------- | ------------------------ |
| 2010 | "It's Okay Even If It Hurts" | 23                    | Kim Su-ro, The Iron King |
| 2012 | "I'll Wait for You"          | 3                     | Fashion King             |

## Filmografi

### Film
| År   | Titel                    | Roll    |
| ---- | ------------------------ | ------- |
| 2014 | My Brilliant Life        | Seohyun |
| 2016 | So I Married an Anti-fan | Irene   |

### TV-drama
| År   | Titel                           | Kanal   | Roll                   |
| ---- | ------------------------------- | ------- | ---------------------- |
| 2007 | Kimcheed Radish Cubes           | MBC     | Seohyun (cameoroll)    |
| 2008 | Unstoppable Marriage            | KBS     | cameoroll              |
| 2013 | Passionate Love                 | SBS     | Han Yoo-rim            |
| 2015 | The Producers                   | KBS     | Seohyun (cameoroll)    |
| 2015 | Warm and Cozy                   | MBC     | Hwang Yura (cameoroll) |
| 2016 | Moon Lovers: Scarlet Heart Ryeo | SBS     | Woo-hee                |
| 2016 | Weightlifting Fairy Kim Bok-joo | MBC     | Hwan-hee (cameoroll)   |
| 2017 | Ruby Ruby Love                  | OnStyle | Lee Ruby               |
| 2017 | Thief, Mr. Thief                | MBC     | Kang So-joo            |